# Az Anna és a droidok epizódjainak listája
Az alábbi cikk az Anna és a droidok című televíziós sorozat epizódjainak listáját tartalmazza.

## Évados áttekintés
| Évad | Évad | Epizódok | Eredeti kiadás   | Eredeti kiadás    | Magyar sugárzás    | Magyar sugárzás     |
| Évad | Évad | Epizódok | Évadpremier      | Évadfinálé        | Évadpremier        | Évadfinálé          |
| ---- | ---- | -------- | ---------------- | ----------------- | ------------------ | ------------------- |
|      | 1    | 13       | 2014. július 25. | 2014. október 30. | 2015. augusztus 3. | 2015. augusztus 19. |
|      | 2    | 13       | 2015. július 2.  | 2015. július 2.   | 2016. január 11.   | 2016. január 27.    |
|      | 3    | 13       | 2016. június 24. | 2016. június 24.  | 2016. július 11.   | 2016. július 23.    |
|      | 4    | 13       | 2017. március 3. | 2017. március 3.  | 2016. december 26. | 2017. január 1.     |

## Epizódok

### 1. évad
| #   | Eredeti cím              | Magyar cím                   | Rendezte      | Írta                                                                                          | Eredeti premier   | Magyar premier      |
| --- | ------------------------ | ---------------------------- | ------------- | --------------------------------------------------------------------------------------------- | ----------------- | ------------------- |
| 1.  | New Pals                 | Új barátok                   | J.J. Johnson  | J.J. Johnson                                                                                  | 2014. július 25.  | 2015. augusztus 3.  |
| 2.  | Pal N' Go Seek           | Aki bújt, aki nem            | J.J. Johnson  | Történet: J.J. Johnson & Christin Simms (történet) Forgatókönyv: J.J. Johnson                 | 2014. július 25.  | 2015. augusztus 4.  |
| 3.  | Reduce, Reuse, Robocycle | Redukál és újrahasznosít     | J.J. Johnson  | Történet: J.J. Johnson & Christin Simms Forgatókönyv: Christin Simms                          | 2014. július 25.  | 2015. augusztus 5.  |
| 4.  | Helping Hand             | Segítő kéz                   | J.J. Johnson  | Történet: J.J. Johnson & Christin Simms (történet) Forgatókönyv: Doug Hadders & Adam Rotstein | 2014. július 25.  | 2015. augusztus 6.  |
| 5.  | Garbage Band             | Telepi banda                 | J.J. Johnson  | Történet: J.J. Johnson & Christin Simms Forgatókönyv: J.J. Johnson                            | 2014. július 25.  | 2015. augusztus 7.  |
| 6.  | Eyes Up                  | Fejet fel!                   | Jeremy Lutter | Történet: J.J. Johnson & Christin Simms Forgatókönyv: Christin Simms                          | 2014. július 25.  | 2015. augusztus 10. |
| 7.  | Junkyard Sleepover       | Roncstelepi pizsiparti       | J.J. Johnson  | Történet: J.J. Johnson & Christin Simms Forgatókönyv: J.J. Johnson                            | 2014. július 25.  | 2015. augusztus 11. |
| 8.  | Pal in the Middle        | P.A.I.T.I., a pálca          | Kelly Harms   | Történet: J.J. Johnson & Christin Simms Forgatókönyv: Richard Elliot & Simon Racioppa         | 2014. október 30. | 2015. augusztus 12. |
| 9.  | Android's Best Friend    | Az androidok legjobb barátja | J.J. Johnson  | Történet: J.J. Johnson & Christin Simms Forgatókönyv: J.J. Johnson                            | 2014. október 30. | 2015. augusztus 13. |
| 10. | The Power of Love        | A szeretet ereje             | J.J. Johnson  | Történet: J.J. Johnson & Christin Simms Forgatókönyv: Suzanne Bolch & John May                | 2014. október 30. | 2015. augusztus 14. |
| 11. | Electromagnetic Pal      | Elektromágneses P.A.I.T.I.   | J.J. Johnson  | Christin Simms                                                                                | 2014. október 30. | 2015. augusztus 17. |
| 12. | Out of Hand              | Kontroll nélkül              | John May      | Történet: J.J. Johnson & Christin Simms Forgatókönyv: Christin Simms                          | 2014. október 30. | 2015. augusztus 18. |
| 13. | Eyes on the Skies        | Szemet az égre               | J.J. Johnson  | Történet: J.J. Johnson & Christin Simms Forgatókönyv: Laura Kosterski                         | 2014. október 30. | 2015. augusztus 19. |

### 2. évad
| #   | Eredeti cím                | Magyar cím               | Rendezte            | Írta                                                                                                | Eredeti premier | Magyar premier   |
| --- | -------------------------- | ------------------------ | ------------------- | --------------------------------------------------------------------------------------------------- | --------------- | ---------------- |
| 1.  | Message in a Rocket        | Üzenet a rakétában       | Kelly Harms         | Történet: J.J. Johnson & Christin Simms Forgatókönyv: J.J. Johnson                                  | 2015. július 2. | 2016. január 11. |
| 2.  | Undercover Pigeon          | A beépített galamb       | J.J. Johnson        | Történet: J.J. Johnson & Christin Simms Forgatókönyv: J.J. Johnson                                  | 2015. július 2. | 2016. január 12. |
| 3.  | Experiments in Babysitting | Bébiszitter kísérlet     | Steve Scaini        | Történet: J.J. Johnson & Christin Simms Forgatókönyv: J.J. Johnson, Christin Simms, Amanda Spagnolo | 2015. július 2. | 2016. január 13. |
| 4.  | Parent Swap                | Szülőcsere               | John May            | Történet: J.J. Johnson & Christin Simms Forgatókönyv: Christin Simms                                | 2015. július 2. | 2016. január 14. |
| 5.  | An Android Space Odyssey   | Android Űrodüsszeia      | Terry Odette        | Történet: J.J. Johnson & Christin Simms Forgatókönyv: Mike Kiss                                     | 2015. július 2. | 2016. január 15. |
| 6.  | Zack Bot                   | Zack robotja             | J.J. Johnson        | Történet: J.J. Johnson & Christin Simms Forgatókönyv: J.J. Johnson                                  | 2015. július 2. | 2016. január 18. |
| 7.  | Junkyard CSI               | Roncstelepi helyszínelők | Steve Wright        | John May & Suzanne Bloch                                                                            | 2015. július 2. | 2016. január 19. |
| 8.  | Jurassic Junkyard          | Őskori roncstelep        | J.J. Johnson        | J.J. Johnson & Christin Simms                                                                       | 2015. július 2. | 2016. január 20. |
| 9.  | Costume Pal                | Jelmezes P.A.I.T.I.      | Stefan Scaini       | Történet: J.J. Johnson & Christin Simms Forgatókönyv: Doug Hadders & Adam Rothstein                 | 2015. július 2. | 2016. január 21. |
| 10. | Broken Hand                | Törött kéz               | Craig David Wallace | Történet: J.J. Johnson & Christin Simms Forgatókönyv: Jill Golick                                   | 2015. július 2. | 2016. január 22. |
| 11. | Lights! Camera! Volcano!   | Fények! Kamera! Vulkán!  | Stefan Scaini       | J.J. Johnson & Christin Simms                                                                       | 2015. július 2. | 2016. január 25. |
| 12. | Annebots                   | A robot akadémia         | Stefan Scaini       | J.J. Johnson & Christin Simms                                                                       | 2015. július 2. | 2016. január 26. |
| 13. | Family Matter              | Családi gondok           | J.J. Johnson        | J.J. Johnson & Christin Simms                                                                       | 2015. július 2. | 2016. január 27. |

### 3. évad
| #   | Eredeti cím       | Magyar cím          | Rendezte            | Írta                                                                               | Eredeti premier  | Magyar premier   |
| --- | ----------------- | ------------------- | ------------------- | ---------------------------------------------------------------------------------- | ---------------- | ---------------- |
| 1.  | Reset             | A barátság ereje    | J.J. Johnson        | J.J. Johnson & Christin Simms                                                      | 2016. június 24. | 2016. július 11. |
| 2.  | I, Android        | A biztonsági teszt  | J.J. Johnson        | J.J. Johnson & Christin Simms                                                      | 2016. június 24. | 2016. július 12. |
| 3.  | Paling Around     | Pláza kaland        | J.J. Johnson        | J.J. Johnson & Christin Simms                                                      | 2016. június 24. | 2016. július 13. |
| 4.  | The Escape Artist | A művész            | John May            | Amanda Spagnolo                                                                    | 2016. június 24. | 2016. július 14. |
| 5.  | For Art's Sake    | Az álcázás mestere  | Jeremy Lutter       | Jeff Detsky                                                                        | 2016. június 24. | 2016. július 15. |
| 6.  | Teacher's Pal     | Iskolai kaland      | J.J. Johnson        | Amy Cole                                                                           | 2016. június 24. | 2016. július 16. |
| 7.  | Haunted Junkyard  | Éjszakai őrjárat    | John May            | Ben Joseph                                                                         | 2016. június 24. | 2016. július 17. |
| 8.  | Robo Mutt         | A tökéletes házőrző | Craig David Wallace | John May & Suzanne Bolch                                                           | 2016. június 24. | 2016. július 18. |
| 9.  | Broken Parts      | Az autószerelők     | Craig David Wallace | Amy Cole                                                                           | 2016. június 24. | 2016. július 19. |
| 10. | Bugged Out        | Rovar probléma      | Michael Kennedy     | Ben Joseph                                                                         | 2016. június 24. | 2016. július 20. |
| 11. | Map Quest         | A rejtély közepe    | John May            | J.J. Johnson & Christin Simms                                                      | 2016. június 24. | 2016. július 21. |
| 12. | Bionic Grandma    | Az árvák gondozója  | Stefan Scaini       | Shawn Kalb                                                                         | 2016. június 24. | 2016. július 22. |
| 13. | Friendiversary    | Az évforduló        | Terrance Odette     | Írta: J.J. Johnson, Christin Simms & Amanda Spagnolo Forgatókönyv: Amanda Spagnolo | 2016. június 24. | 2016. július 23. |

### 4. évad
| #   | Eredeti cím                      | Magyar cím              | Rendezte           | Írta                                                                   | Eredeti premier  | Magyar premier     |
| --- | -------------------------------- | ----------------------- | ------------------ | ---------------------------------------------------------------------- | ---------------- | ------------------ |
| 1.  | Operation Pal                    | A P.A.I.T.I. hadművelet | Michael Kennedy    | J. J. Johnson & Christin Simms                                         | 2017. március 3. | 2016. december 26. |
| 2.  | Dumpster Diving                  | Strandolás              | John May           | Amanda Spagnolo                                                        | 2017. március 3. | 2016. december 26. |
| 3.  | Enemy Lines                      | Ellenséges erők         | Vivieno Caldinelli | J. J. Johnson, Christin Simms & Amanda Spagnolo                        | 2017. március 3. | 2016. december 27. |
| 4.  | Flying the Cooper                | Mr. Cooper titkai       | Michael Kennedy    | J. J. Johnson, Christin Simms & Amanda Spagnolo                        | 2017. március 3. | 2016. december 27. |
| 5.  | Palception                       | P.A.I.T.I. álma         | Michael Kennedy    | J. J. Johnson, Christin Simms & Amanda Spagnolo                        | 2017. március 3. | 2016. december 28. |
| 6.  | Wilderness Tech (Part 1)         | High-tech a vadonban    | J. J. Johnson      | J. J. Johnson & Christin Simms                                         | 2017. március 3. | 2016. december 28. |
| 7.  | Wilderness Tech (Part 2)         | High-tech a vadonban    | J. J. Johnson      | J. J. Johnson & Christin Simms                                         | 2017. március 3. | 2016. december 29. |
| 8.  | Search Party                     | Magnus 22 megmentése    | John May           | J. J. Johnson, Christin Simms & Amanda Spagnolo                        | 2017. március 3. | 2016. december 29. |
| 9.  | Thermodad                        | Thermo-apu              | Warren Sonoda      | J. J. Johnson, Christin Simms, James Gangl & Amanda Spagnolo           | 2017. március 3. | 2016. december 30. |
| 10. | Forces of Nurture                | A természet ereje       | J. J. Johnson      | J. J. Johnson & Christin Simms                                         | 2017. március 3. | 2016. december 30. |
| 11. | Growth Spurt                     | Születésnapi meglepetés | John May           | Történet: J. J. Johnson & Christin Simms Forgatókönyv: Amanda Spagnolo | 2017. március 3. | 2016. december 31. |
| 12. | The Mother of Invention (Part 1) | A droidok támadása      | J. J. Johnson      | J. J. Johnson & Christin Simms                                         | 2017. március 3. | 2016. december 31. |
| 13. | The Mother of Invention (Part 2) | A droidok támadása      | J. J. Johnson      | J. J. Johnson & Christin Simms                                         | 2017. március 3. | 2017. január 1.    |